# Alfred Ploetz
Alfred Ploetz, född 22 augusti 1860 i Swinemünde, död 20 mars 1940 i Herrsching am Ammersee, var en tysk läkare och biolog. 
Ploetz introducerade termen rashygien och var en av de drivande krafterna för ämnets utformning och utveckling med stark anknytning till darwinismen. Han deltog 1904 i skapandet och utgivningen av tidskriften Archive für Rassen- und Gesellschaftsbiologie einschliesslich Rassen- und Gesellschafts-hygiene och startade 1905 det tyska rashygieniska sällskapet.
Han var verksam i München och samarbetade med bland andra Wilhelm Schallmayer och Max von Gruber. Han föreslog att läkare skulle få bestämma om nyfödda spädbarn skulle få leva eller dö. Barn som inte skulle få leva skulle avlivas med en dos morfin och friska föräldrar uppmuntrades med att de kunde få nya barn.
I ett brev daterat den 30 januari 1936 föreslog de två norska stortingspolitikerna Erling Bjørnson (Bondepartiet) och Alf Mjøen (Radikale folkeparti) att han borde få Nobels fredspris för sina insatser inom "befolkningbiologin".
Hans yrkesgärning finns beskriven i Werner Doelekes bok Alfred Ploetz (1860-1940), Sozialdarwinist und Gesellschaftsbiologe, utgiven 1975.